# Gunilla Sköld-Feiler
Gunilla Sköld Feiler, född 15 januari 1953 i Norrköping, är en svensk konstnär och kurator. Hon är känd för installationen Snövit och sanningens vansinne, som hon gjorde i samarbete med maken Dror Feiler. Paret driver TEGEN2, ett konstnärsdrivet galleri på Södermalm, Stockholm. Paret har sonen Tigran Feiler.